# لوکوت
لوکوت (به مجاری:  Lókút) یک شهرداری در مجارستان است که در ناحیه زیرتس واقع شده‌است. لوکوت ۱۸٫۱۱ کیلومتر مربع مساحت و ۵۲۶ نفر جمعیت دارد.